# André Castella
André Castella (* 18. November 1805 in Freiburg; † 6. November 1873 ebenda; heimatberechtigt in Freiburg und Greyerz) war ein Schweizer Politiker (Radikale) und Staatsrat des Kantons Freiburg.

## Leben
André Castella wurde als Sohn des Gutsbesitzers und Anwalts François-Joseph Castella geboren und war der Enkel des Anwalts Jean Nicolas André Castella (1739–1807), eines der Anführer im Chenaux-Handel 1781.
Castella besuchte die Schule bei Pater Girard und studierte danach Rechtswissenschaften in Freiburg im Breisgau, Bonn und Berlin. Von 1831 bis 1848 und ab 1855 war er – wie sein Vater – als Anwalt tätig. 1831 wurde er Bezirksanwalt für den deutschsprachigen Teil des Bezirks Freiburg. Im Militär bekleidete er zuletzt den Rang eines kantonalen Obersts. Castella war ab 1830 Mitarbeiter des Journal du Canton de Fribourg.
Von 1833 bis 1847 amtierte er als Gemeinderat von Freiburg und leitete die Polizeidirektion, von 1840 bis 1862 sass er im Grossen Rat. Er gehörte der im November 1847 ernannten provisorischen Regierung an und war vom 8. März 1848 bis zum 4. Juni 1857 Mitglied des Freiburger Staatsrates. Als Staatsrat war er für das Militär-, Polizei-, Kirchenwesen zuständig. Er führte ein Gesetz über die Gesundheitspolizei ein und strukturierte die kantonale Armee um.
Vom 6. November 1848 bis zum 1. März 1850 war er zusammen mit Jean-Joseph Page einer der beiden ersten Vertreter des Kantons Freiburg im Ständerat. Er gehörte zu den Radikalen.
1862 wurde er Schreiber am Freiburger Kantonsgericht.